# Erannis praeclara
Erannis praeclara là một loài bướm đêm trong họ Geometridae.